# Ben Vorlich (Argyll and Bute)
Ben Vorlich är ett berg i Storbritannien.   Det ligger i kommunen Argyll and Bute och riksdelen Skottland, i den nordvästra delen av landet, 600 km nordväst om huvudstaden London. Toppen på Ben Vorlich är 942 meter över havet, eller 632 meter över den omgivande terrängen. Bredden vid basen är 5,8 km. Ben Vorlich ligger vid sjön Loch Sloy.
Terrängen runt Ben Vorlich är huvudsakligen kuperad.Runt Ben Vorlich är det glesbefolkat, med 8 invånare per kvadratkilometer. Närmaste större samhälle är Dalmally, 19,7 km nordväst om Ben Vorlich. I omgivningarna runt Ben Vorlich växer i huvudsak blandskog.